# Distrito de Sara Sara
El distrito del Sarasara (del quechua sara sara, maizal) es uno de los diez distritos que conforman la Provincia de Páucar del Sara Sara, ubicada en el Departamento de Ayacucho, en el Perú.

## Historia
Fue creado el 2 de enero de 1985, con la Ley N.º 24046, en la presidencia de Fernando Belaúnde Terry.
Su nombre proviene del volcán que lleva el mismo nombre, el cual está compuesto del vocablo quechua “sara sara” que significa maizal.
Los habitantes de Sara Sara proceden de tribus preincaicas, como los wampos, cuyos restos arqueológicos aún se mantienen en la zonas de Wampopampa, Ilana Huasi y Incapatiyanan.

## Geografía
Sara Sara, con su capital el pueblo de Quilcata, es uno de los diez distritos de la provincia Paucar del Sarasara de la región de Ayacucho, en el Perú.  
Está ubicado a 850 km de la ciudad de Lima, con una altitud de 3330 m s. n. m. y una extensión territorial de 78.59 km², Su población de acuerdo al último censo poblacional de la INEI es de 800 habitantes. 
Limita por el este con el distrito de Pauza, por el oeste con el distrito de Puyusca, por el norte con el distrito de Pararca y por el sur con el volcán Sara Sara.
Está conformado por dos anexos, Santa Mercedes de Aqoquipa y Santa Rosa de Aqola, entre su caseríos se considera al centro poblado de wacuya, wancayllani y wallwa pata. 
Su población se dedica principalmente a la agricultura, ganadería y la minería artesanal, en poca medida a la pequeña industria, en la confección de zapatos y carpintería.

## Cultura
Cultiva en arte de la música en el Arpa y violín. En el baile, la huaylia de Quilcata, es una de las danzas más famosas del distrito que es apreciado a nivel nacional. 

## Festividades
- Agosto: Festividad en honor a la Virgen del Carmen.
- Enero: Huaylia
- Junio: Danzantes de Tigeras

## Autoridades
- 2019 - 2022[2]
  - Alcalde: José Raúl Coronado Polanco, del Movimiento Regional Gana Ayacucho.
  - Regidores:

  1. Elizabeth Merino Castilla (Movimiento Regional Gana Ayacucho)
  2. Darío Luis Huamán Quispe (Movimiento Regional Gana Ayacucho)
  3. Alexander Jiménez Sologorre (Movimiento Regional Gana Ayacucho)
  4. Gladys Mirian Merino Salcedo (Movimiento Regional Gana Ayacucho)
  5. Natividad Jesús Huamán Montes (Movimiento Independiente Innovación Regional)